# Старосокольники
Старосокольники — деревня в Новосокольническом районе Псковской области России. Входит в состав Пригородной волости.

## География
Расположена на левом (северном) берегу реки Удрай (Большой Удрай), в 10 км к западу от города Новосокольники. Напротив, на противоположном (правом) берегу Удрая, находится деревня Заречье.

## Население
| 2001 | 2002 | 2010 |
| ---- | ---- | ---- |
| 203  | ↗223 | ↘146 |

Численность населения деревни по оценке на начало 2001 года составляла 203 человека.

## История
С 1995 до 2005 года деревня входила в состав Маевской волости, с 2006 до 2015 года — в состав ныне упразднённой Окнийской волости.